# 마르완 알셰히
마르완 유수프 무함마드 라시드 레크라브 알셰히(1978년 5월 9일 ~ 2001년 9월 11일, 아랍어: مروان يوسف محمد رشيد لكراب الشحي)는 9.11 테러의 일환으로 보잉 767호를 세계 무역 센터 남쪽 건물에 추락시켜 유나이티드 항공 175편 테러 사건을 일으킨 알카에다의 조종사이다.
마르완 알셰히는 1996년에 독일로 이주한 아랍 에미리트의 출신으로 함부르크 대학교에 입학하고 모하메드 아타, 지아드 자라, 시바 엘 빈 람지 등과 친구가 된다. 후에 알셰히는 순교에 서약한 후 9.11 테러의 주요 인물이 되었고, 1999년 아프가니스탄으로 가서 오사마 빈라덴을 만났다. 알셰히는 2000년 5월에 미국에 도착한 후 훈련을 받았고, 2000년 12월과 2001년 1월에 FAA으로부터 상업용 조종사 면허를 받았다.
알셰히는 해외에서 중요한 기획자들과의 만남, 납치범들이 다른 비행기에 탑승하는 것을 지원하고, 납치가 어떻게 일어날지에 대한 세부 사항을 결정하는 감시 비행기를 타고 여행하는 등 공격 자체를 준비하는 데 시간을 보냈다. 알셰히는 2001년 9월 9일 플로리다에서 보스턴으로 이동하여 9월 11일까지 밀너 호텔에 머물렀다. 로건 국제공항에서 유나이티드 항공 175편에 탑승한 후 알셰히와 4명의 다른 납치범들은 그들의 공격으로 알셰히가 조종권을 넘겨받았고, 오전 9시 3분, 모하메드 아타가 아메리칸 항공 11편을 북쪽 타워에 충돌시킨 지 17분 후, 알셰히가 보잉 767을 세계 무역 센터 남쪽 타워에 충돌시켰다.

## 같이 보기
- 9.11 테러
- 유나이티드 항공 175편 테러 사건